# Börje Eriksson (bildhuggare)
Berje (Börje) Eriksson var en svensk bildhuggare, verksam i mitten av 1600-talet
Eriksson utförde 1650 bilder av Kristus och evangelisterna till predikstolen i Vist kyrka i Östergötland samt en dopfunt för samma kyrka. Andra arbeten har tillskrivits honom, men dessa går ej att styrka genom bevarade dokument.